# Body Attitudes Test

Le Body Attitudes Test (BAT) a été développé par Probst et al. en 1995. Il a été conçu pour évaluer les troubles alimentaires chez les femmes (assignées). Le BAT mesure l'expérience corporelle subjective, et les attitudes à l'égard de son propre corps. Il est composé de vingt items recouvrant quatre facteurs :
1. Appréciation négative de sa taille
2. Manque de familiarité avec son propre corps
3. Insatisfaction générale du corps
4. A rest factor